# Mušlovský dolní rybník

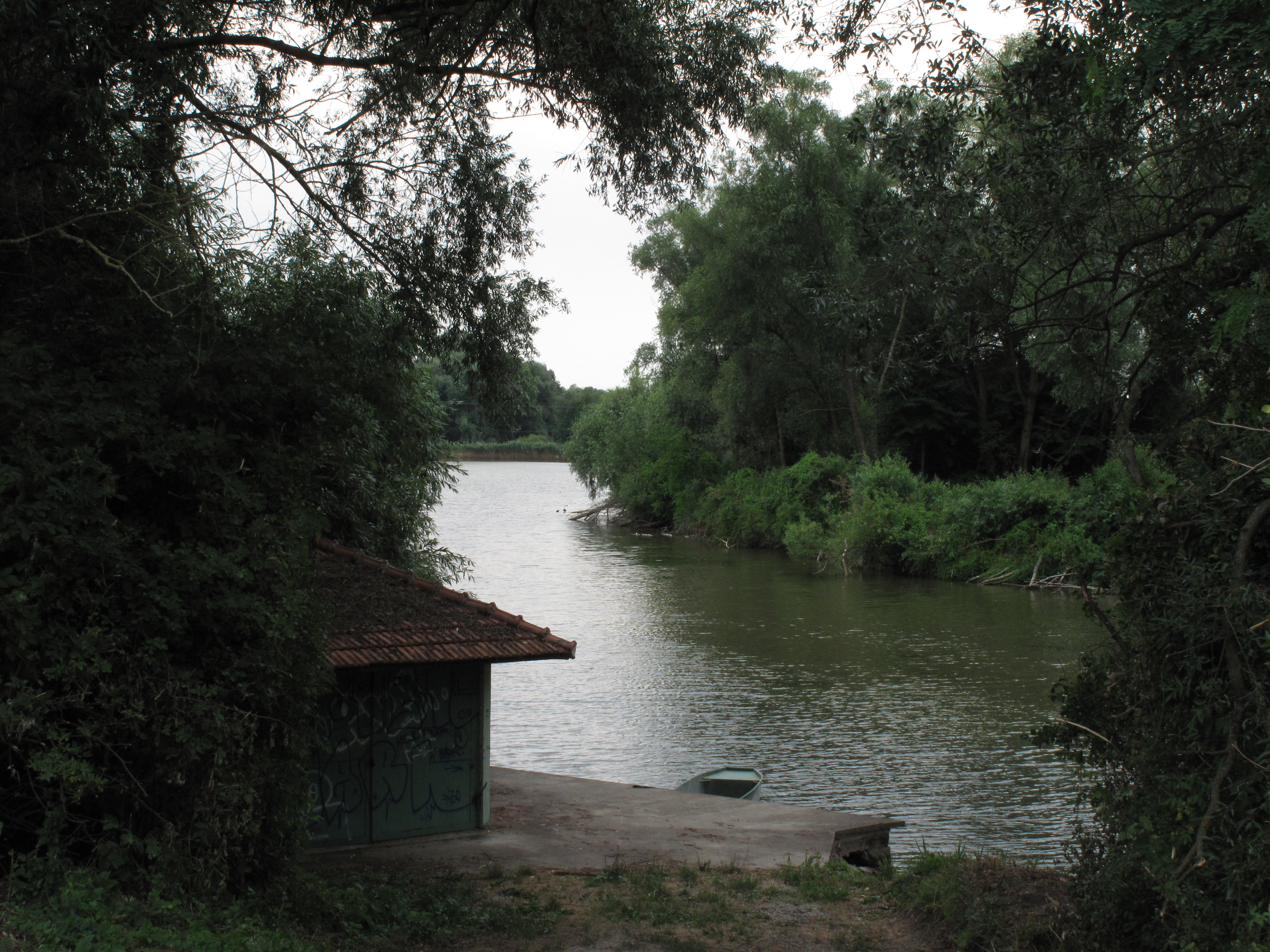
Pohled na rybník od severu

Mušlovský dolní rybník se nachází východně od Mikulova, asi 800 metrů severně od osady Mušlov, podle které je pojmenován. Je asi 425 m dlouhý a 215 m široký na hrázi. Má protáhlý tvar. Leží na Mušlovském potoce pod Horním mušlovským rybníkem. Na jeho hrázi prochází modrá turistická značka. V jeho okolí se nacházejí vinice.